# Cuneo Sportiva 1945-1946
Questa voce raccoglie le informazioni riguardanti la Cuneo Sportiva nelle competizioni ufficiali della stagione 1945-1946.

## Rosa
| N. |                   | Ruolo | Calciatore       |
| -- | ----------------- | ----- | ---------------- |
|    | Italia (bandiera) | A     | Pierino Bisetti  |
|    | Italia (bandiera) | D     | Piero Camilla    |
|    | Italia (bandiera) | C     | Lino Cauzzo      |
|    | Italia (bandiera) | C     | Michele Caviglia |
|    | Italia (bandiera) | D     | Renato Clerico   |
|    | Italia (bandiera) | A     | Giuseppe Chiodo  |
|    | Italia (bandiera) | C     | Giuseppe Donati  |
|    | Italia (bandiera) | D     | Bruno Genti      |
|    | Italia (bandiera) | C     | Ernesto Giraudo  |
|    | Italia (bandiera) | P     | Cesare Goffi     |
|    | Italia (bandiera) | A     | Renato Inaudi    |

| N. |                   | Ruolo | Calciatore         |
| -- | ----------------- | ----- | ------------------ |
|    | Italia (bandiera) | P     | Emilio Maggioni    |
|    | Italia (bandiera) | A     | Vittorio Mancioli  |
|    | Italia (bandiera) | A     | Mario Metelliano   |
|    | Italia (bandiera) | A     | Pietro Varona      |
|    | Italia (bandiera) | A     | Giovanni Peano     |
|    | Italia (bandiera) | A     | Giulio Pellegrino  |
|    | Italia (bandiera) | A     | Ercole Rabitti     |
|    | Italia (bandiera) | C     | Michele Santacroce |
|    | Italia (bandiera) | D     | Edilio Solari      |
|    | Italia (bandiera) | A     | Pietro Varona      |